# ضبط النفس

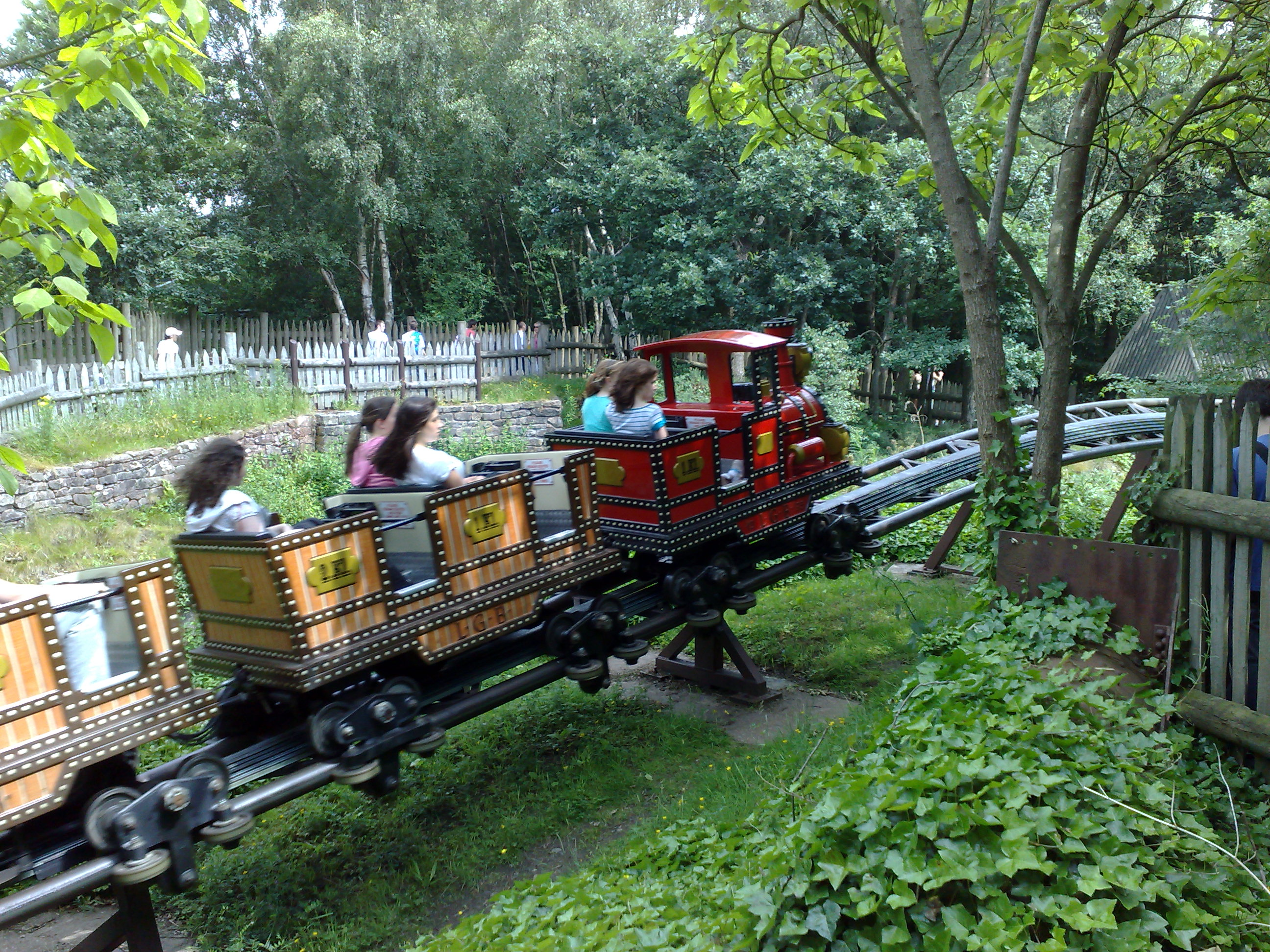

ضبط النفس أو التحكم بالنفس هو مصطلح في علم النفس، واحيانا مصطلح سياسي او عسكري، وعادةً ما يستخدم هذا المصطلح في المواقف التي تكاد ان تنفجر عسكريا أو سياسيا، ولكن بتوقف الطرفان عن أي تحرك يؤدي إلى حالة من الهدوء والتروي والتقدم إلى قبول المعاهدات أو الاتفاقات التي ستتراكم من وراء مثل هذه المواقف التي تسمى بضبط النفس.
و هنالك أماكن خطأ تستعمل بها هذه الكلمة مثلما كان يستعملها الرئيس الأمريكي السابق جورج بوش، وهذا يؤدي إلى عدم وضوح القرار السياسي. مثال ذلك عندما هاجمت إسرائيل لبنان عام 2006، فخرج الرئيس الأمريكي الاسبق ليقول للطرفين كي يضبطا نفسيهما (كل من إسرائيل وحزب الله)، وهذا التعبير خاطئ فضبط النفس يكون قبل أي فعل أو ردة فعل، ولا تكون بعد البدء.